# Гранкин, Павел Николаевич
Павел Николаевич Гранкин (1925—2012) — полковник Советской Армии, участник Великой Отечественной войны, Герой Советского Союза (1944).

## Биография
Павел Гранкин родился 13 июля 1925 года в селе Волково (ныне — Конышёвский район Курской области) в крестьянской семье. Работал счетоводом в колхозе. До февраля 1943 года находился на оккупированной территории. В марте 1943 года Гранкин был призван на службу в Рабоче-крестьянскую Красную Армию. С сентября того же года — на фронтах Великой Отечественной войны. Принимал участие в боях на Западном, 1-м, 2-м, 3-м Украинских фронтах. За время войны два раза был ранен. Участвовал в освобождении Смоленска, Корсунь-Шевченковской, Уманско-Ботошанской, Ясско-Кишинёвской, Дебреценской, Будапештской, Венской, Братиславско-Брновской и Пражской операциях. К марту 1944 года красноармеец Павел Гранкин командовал пулемётным расчётом мотострелкового батальона 2-й механизированной бригады 5-го механизированного корпуса 6-й танковой армии 2-го Украинского фронта. Отличился во время освобождения Винницкой области Украинской ССР.
В ночь с 18 на 19 марта 1944 года Гранкин первым из своего соединения переправился на подручных средствах через Днестр в районе Могилёв-Подольского и занял прибрежную высоту. За ночь расчёт отбил несколько вражеских контратак. 20-21 марта 1944 года вновь принимал участие в отражении контратак противника, уничтожив большое количество вражеских солдат и офицеров.
Указом Президиума Верховного Совета СССР от 13 сентября 1944 года за «образцовое выполнение боевых заданий командования на фронте борьбы с немецкими захватчиками и проявленные при этом мужество и героизм» красноармеец Павел Гранкин был удостоен высокого звания Героя Советского Союза с вручением ордена Ленина за номером 23423 и медали «Золотая Звезда» за номером 5297.
В 1949 году Гранкин окончил Московское военное пехотное училище. Проходил службу в Советской Армии на командных должностях, а также в 31-м Государственном проектном институте специального строительства Министерства обороны СССР. В 1976 году в звании полковника Гранкин был уволен в запас. Жил в Москве.
Умер 26 сентября 2012 года. Похоронен в Москве на кладбище «Ракитки».
Был также награждён орденами Отечественной войны 1-й степени, Красной Звезды и рядом медалей.
В знак признания ратного подвига пулеметчика Гранкина при освобождении Могилева-Подольского от немецко-фашистских захватчиков администрация этого города удостоила Павла Николаевича звания Почетного гражданина.